# Tanaecia locbania
Tanaecia locbania är en fjärilsart som beskrevs av Jean Baptiste Boisduval 1861. Tanaecia locbania ingår i släktet Tanaecia och familjen praktfjärilar. Inga underarter finns listade i Catalogue of Life.